# Соболевка (Калужская область)
Соболевка — деревня в Сухиническом районе Калужской области. Административный центр Сельского поселения «Деревня Соболевка». Население — 305 (2010) чел.

## Географическое положение
Деревня находится на западе Сухинического района недалеко от Серпейска.

## История
Одним из калужских историков сообщается, что во второй половине XIX века недалеко от Соболевки была найдена древняя римская монета с именем консула Гордиана, воевавшего с готами на Днепре в 237 году. По древнему преданию, деревня возникла на месте стана охотников, в лесу, богатым различной живностью. Возможно, именно по этому деревня получила такое название. Стан находился на левом берегу реки Ресса. На противоположном, более крутом берегу реки находился Георгиевский монастырь, основанный в конце XV века примерно в 30 км от Мещовска. Во время Смуты монастырь был разграблен и разорен поляками, а все его служители покинули его, и монастырь опустел. Возобновлена работа монастыря была в 1642 году родителями Евдокии Лукьяновны Стрешневой, супруги Михаила Федоровича. На местном кладбище в деревне находится фамильный склеп Стрешневых. Монастырь обрастал новыми землями, на которых поселялись жители. Вскоре на реке выросли следующие деревни: Тычевка, Шибаевка (недалеко от истока Рессы), Старая Ресса и сама Соболевка. Однако вскоре монастырь был перенесен на место вблизи от Мещовска, где находится до сих пор. В 1702 году в Соболевке была построена новая церковь в честь Святого Великомученика Георгия Победоносца на средства прихожан. Но постройка быстро обветшала, и уже в 1879 году было построено новое здание церкви, впоследствии разрушенное коммунистами в 1937 году. В начале XX века при церкви была основана школа. Вот что говорили старейшие жители Соболевки о разрушении церкви: «Сначала сбивали колокола. Они звенели. Потом сломали купол. Стены взорвали в 1942 году. Поднялось облако красной пыли. Разбитые кирпичи возили на строительство дороги от Мещовска до Шайковки». Эта дорога существует до сих пор. В наше время жители Соболевки и соседнего села Завода, примыкающего к Соболевке с юга, восстановили храм в центре села.
В начале XX века в Соболевке были обнаружены залежи глины и построен кирпичный завод, выпускавший до 1 млн штук кирпичей в год, которые отправляли в разные уголки страны. В 1971 году вместо кирпичного завода заработал завод московского подразделения завода Красный Богатырь, изготовлявшего резиновую обувь. Во время работы завода Соболевка стала рабочим посёлком, были построены новые многоквартирные дома, впоследствии выделенные в отдельное село Завода.

## Население
| 2002 | 2010 |
| ---- | ---- |
| 360  | ↘305 |

## Инфраструктура
Так как к деревне с юга примыкает село Завода, эти населенные пункты имеют общую инфраструктуру. В деревне несколько магазинов, дом культуры, ФАП, почтовое отделение и святой источник. Также в 1960-е годы была построена школа.